# 上吉田站
上吉田站（日语：／ Kamiyoshida eki */?）是位於静岡縣榛原郡吉田村（現時：吉田町），靜岡鐵道駿遠線的鐵路車站（廢站）。

## 歷史
- 1915年（大正4年）5月1日 - 藤相鐵道大幡站至細江站之間開通，此站啟用[2]。
- 1943年（昭和18年）5月15日 - 在公司合併後，成為靜岡鐵道藤相線的車站。
- 1948年（昭和23年）9月6日 - 在路線合併後，成為靜岡鐵道駿遠線的車站。
- 1968年（昭和43年）8月22日 - 大井川站至堀野新田之間廢除，此站也被廢除[2]。

## 概要
車站位於住吉和片岡兩個村落的邊界附近。在車站西邊是一片稻田，名為吉田稻田。在車站東邊於國道150號片岡路口附近設有商店街和靜鐵巴士片岡巴士站。巴士站上行方向可前往靜岡、燒津、藤枝和島田方向，下行方向可前往吉田町的沿岸區域（川尻、住吉地區）、相良和御前崎方向。
除了臨時快速（上行部分班次和下行所有班次）外，所有列車停靠此站。在早晩有許多通勤和上學客使用此站。此站也有貨運業務。由於車站靠近住吉漁港和以鰻魚養殖業而知名的川尻地區，因此此站的貨物中，許多都是鮮魚。

## 現狀
車站遺址變成了道路和公園。公園內設有由島田信用金庫寄贈的站名牌紀念碑。曾經在車站周邊的商店街由於國道150號和近郊形商店的發展而被消滅，現時變為住宅區。
在車站南邊的國道150號處（吉田町住吉地內）設有靜鐵巴士上吉田停留所。在2004年，巴士站改名為「吉田町役場」。在吉田町公所內設有單車停泊處。停靠的巴士路線都是駿遠線的部分替代路線，除了藤枝相良線外，還有途經東名高速道路的特急靜岡相良線。該特急路線有許多前往靜岡市方向的通勤和上學客。

## 相鄰車站
靜岡鐵道
駿遠線
遠州神戶－上吉田－根松

## 注腳
1. ↑  鉄道停車場一覧：昭和12年10月1日現在 國立國會圖書館數碼化收藏
2. 1 2  今尾惠介監修《日本鐵道旅行地圖帳 7號 東海》新潮社 31頁

## 相關項目
- 日本鐵路車站列表 Ka